# Eva Hesse
Eva Hesse (Hamburg, 11 januari 1936 – New York, 29 mei 1970), was een van oorsprong Duits, Amerikaans beeldhouwster, bekend om haar pionierswerk in materialen als latex, glasvezel en kunststof.

## Biografie
Hesse werd geboren in een joodse familie in Hamburg, Duitsland. Toen Hesse bijna 3 jaar oud was, stuurden haar ouders Eva en haar oudere zus Helen als onderdeel van een kindertransport naar Nederland, in de hoop te vluchten uit nazi-Duitsland. Na enkele maanden scheiding, verhuisde het herenigde gezin naar Groot-Brittannië en later in 1939 emigreerden ze naar New York, waar zij zich vestigden in Manhattan's Washington Heights.

## Carrière
Hesse studeerde in 1952 af aan de New York School of Industrial Art en zette haar studies voort aan het Pratt Institute (1952–1953) en Cooper Union (1954–1957) in New York. Hierna studeerde ze aan de Yale School of Art and Architecture (1957–1959), waar ze les kreeg van Josef Albers en haar diploma Bachelor of Fine Arts behaalde. Toen ze terugkeerde naar New York maakte ze veel vrienden onder de generatie jonge kunstenaars. In 1961 trouwde ze met beeldhouwer Tom Doyle. In augustus 1962 nam ze samen met Tom Doyle deel aan een happening van Allan Kaprow in de Art Students League of New York in Woodstock. Daar maakte Hesse haar eerste driedimensionale werk: een kostuum voor de happening. In 1963 had Hesse een solo-tentoonstelling in de Allan Stone Gallery in New York's Upper East Side.
Tijdens 1964-65 werkte en leefde het paar Hesse-Doyle ongeveer een jaar lang in een verlaten textielfabriek in het Ruhrgebied in Duitsland. Hesse begon sculpturen te maken met materiaal dat was achtergelaten in de leegstaande fabriek: hier maakte ze haar eerste reliëfs van met doek beklede koorden, elektriciteitsdraad en masoniet. Toen ze in 1965 naar New York terugkeerde begon ze te werken met de materialen die haar latere werk zouden kenmerken: latex, glasvezel en kunststof.
Hesse wordt geassocieerd met het postminimalisme van midden jaren 1960, meer bepaald met de anti-vorm-stroming bij beeldhouwers. Ze nam deel aan New Yorkse tentoonstellingen als "Eccentric Abstraction" en "Abstract Inflationism and Stuffed Expressionism" (beide vonden plaats in 1966). In september 1968 begon Eva Hesse met doceren aan de School of Visual Arts. Haar enige solotentoonstelling met sculpturen vond plaats in november 1968 in de Fischbach Gallery in New York en was getiteld "Chain Polymers". In 1969 werd haar werk Expanded Expansion getoond in het Whitney Museum in New York, tijdens de tentoonstelling "Anti-Illusion: Process/Materials". Hesses werk werd getoond in vele postume tentoonstellingen in Amerika en Europa, onder andere in het Guggenheim Museum (1972), het San Francisco Museum of Modern Art (2002), The Drawing Center in New York (2006) en het Jewish Museum (New York) (2006).
In oktober 1969 werd bij Hesse een hersentumor aangetroffen, waaraan zij driemaal werd geopereerd. Eind mei 1970 kwam er door haar jonge overlijden een einde aan haar kortstondige carrière.